# Одесский академический драматический театр
Оде́сский областной академи́ческий драмати́ческий теа́тр (укр. Одеський обласний академічний драматичний театр) — драматический театр в городе Одесса.

## История театра
Здание театра было построено в 1874 году купцом А. С. Великановым. Первый сезон здесь выступала труппа антрепренёра Н. К. Милославского, а театр носил название Театр Великанова. В 1875 году театр был продан Ф. Рафаловичу. Тот переименовал театр в Русский театр.

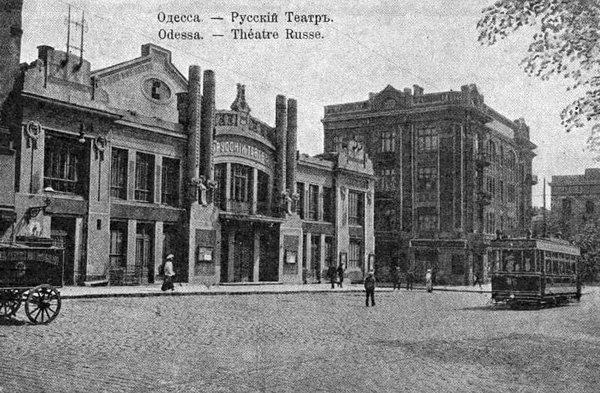
Здание театра в начале 1900-х

Театр стал площадкой для заезжих трупп. Здесь ставили оперные и опереточные спектакли. На сцене театра выступали Сара Бернар, Элеонора Дузе, Бенуа Коклен, Жан Муне-Сюлли, Мария Савина, Владимир Давыдов, Мария Заньковецкая, Панас Саксаганский и Марк Кропивницкий.
В 1926 году театр стал именоваться Одесский русский драматический театр и именно с этого момента ведёт свою историю драматический театр с русской труппой. В 1927 году театру было присвоено имя Андрея В. Иванова — председателя Одесского Губисполкома.
В разные годы здесь ставили спектакли и руководили театром: Яков Рубин, Алексей Грипич, Авраам Треплев, Александр Соломарский, Владимир Бортко-старший, Виктор Терентьев, Константин Чернядев, Виктор Стрижов, Эдуард Митницкий, Б. В. Сапегин, Александр Дзекун, К. С. Чернядев и многие другие.
В разные годы на сцене театра играли Михаил Астангов, Борис Ильин, Дарья Зеркалова, Николай  Комиссаров, Владимир Освецимский и многие другие известные актёры.
В годы оккупации Одессы во время Великой Отечественной войны театр, в тот момент получивший название «Русский театр Василия Вронского» (по имени своего нового хозяина — бывшего, ещё до-революционного, артиста этого же театра), продолжал работать, открывшись 16 апреля 1942 год постановкой Гоголевского «Ревизора». Главным режиссёром в театре работал Г. Штольц. В труппе работало 45 артистов и в театре — 25 человек технического персонала. За 2 года работы в оккупации в театре были поставлены «Вишнёвый сад», «Закон дикаря» Арцибашева, «Хорошо сшитый фрак» З. Тайфунленгиела. Своё первое выступление в Одессе знаменитый эстрадный певец Пётр Лещенко дал именно в Русском театре 20 мая 1942 года.
В мае 2014 года, уже после «евромайдана», это был единственный украинский театр принявший участие в фестивале «Славянские театральные встречи» в российском Брянске.
2 марта 2022 года в связи с широкомасштабным военным вторжением России на Украину, коллективом театра было принято решение о переименовании театра. Из его названия убрали слово «русский».

### Труппа театра
На 1973 год в труппе театра состояли: народные артисты республики  — Л. И. Бугова, Ю. А. Величко, П. В. Михайлов, С. М. Простяков, заслуженные артисты республики —   Н. К. Дубровская, Б. И. Зайденберг, Е. А. Котов, Л. И. Мерщий, В. М. Наумцев, Г. И. Ноженко, Л. Ф. Полякова.

### Выдающиеся постановки
- 1927 — «Бронепоезд 14-69», пьеса В. В. Иванова[2]
- 1928 — «Разлом», пьеса Б. А. Лавренёва[2]
- 1932 — «Волки и овцы», пьеса А. Н. Островского[2]
- 1956 — «Кремлёвские куранты», пьеса Н. Ф. Погодина[7].
- 1957 — «Волки и овцы», пьеса А. Н. Островского[7]
- 1959 — «Барабанщица» пьеса А. Д. Салынского[2]
- 1960 — «Дядя Ваня», пьеса А. П. Чехова[7]
- 1973 — «Бесприданница», пьеса А. Н. Островского[2]

## История здания театра

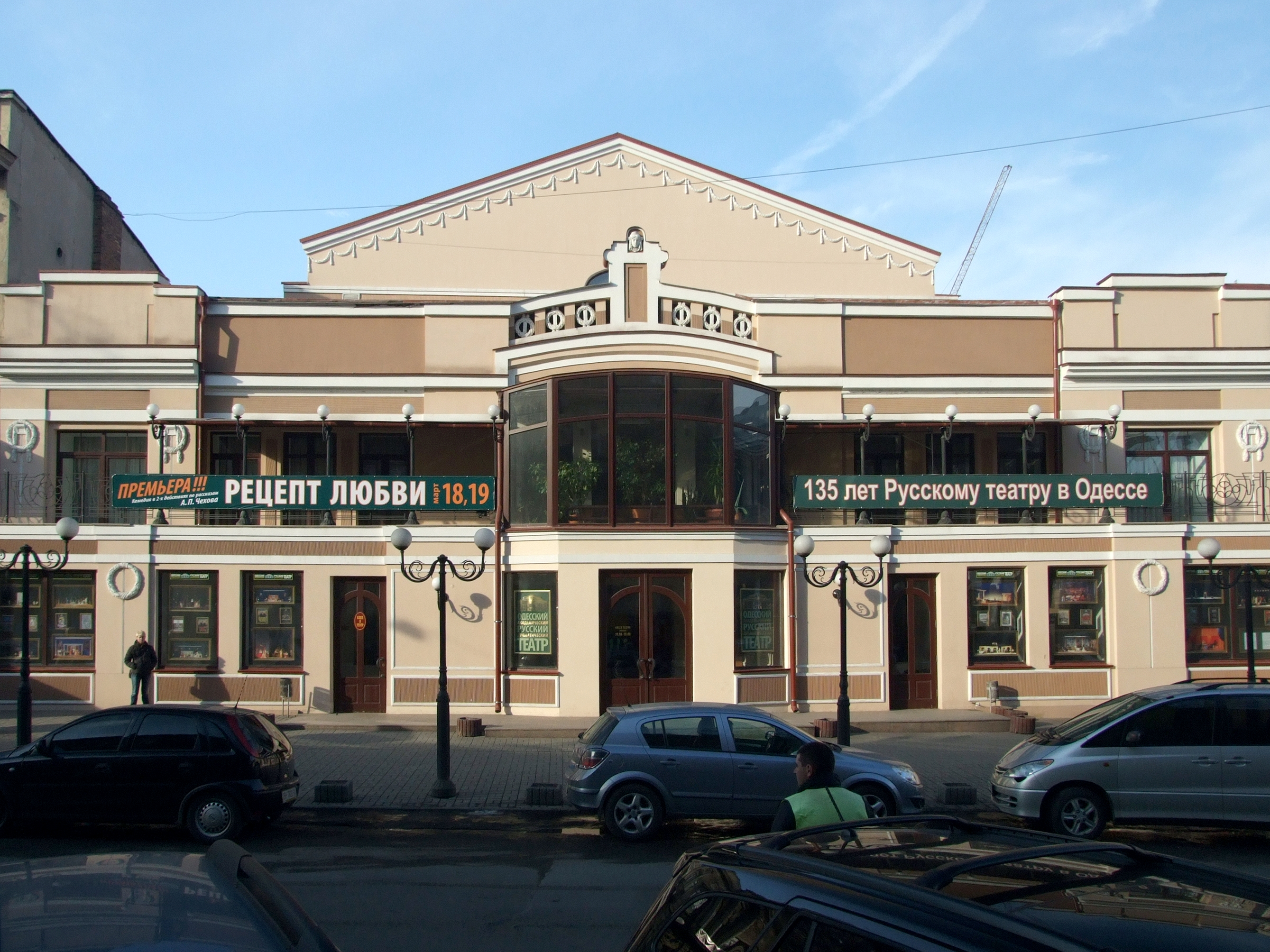
Главный фасад

Здание театра было построено в 1873—1874 годах на месте бывших хлебных складов. Здание возводилось в спешке, как временное здание для городского театра; Одесса осталась без театра, здание которого сгорело в 1873 году. Архитектором здания был знаменитый одесский архитектор Ф. В. Гонсиоровский. «Временное» здание, однако, с успехом простояло до 1909 года, когда по заказу нового владельца театра оно было перепрофилировано под модный тогда скейтинг-ринг. Переоборудование проектировали архитекторы Ф. А. Троупянский и Л. Ф. Прокопович.
В 1927 году, когда был образован советский русский драматический театр, здание было вновь переоборудовано архитектором М. И. Линецким.
В конце 1930-х годов была произведена ещё одна реконструкция и зданию был присвоен статус памятника истории и архитектуры.
В 2000 году началась реконструкция здания по проекту архитектора А. В. Мартыненко и инженера Е. В. Лысенко. Во время этой реконструкции была возведена сценическая коробка.

## Награды
- Почётная грамота Кабинета министров Украины (2008)[9].